# Шажко, Софья Тимофеевна
Софья Тимофеевна Шажко (30 декабря 1927 года, село Елань-Колено — 3 января 2007 года, Белгород) — аппаратчица Елань-Коленовского сахарного завода Министерства пищевой промышленности РСФСР, Новохопёрский район Воронежской области. Герой Социалистического Труда (1971).

## Биография
Родилась 30 декабря 1927 года в крестьянской семье в селе Елань-Колено (сегодня — посёлок Елань-Коленовский). Окончила неполную среднюю школу. Трудовую деятельность начала в 1945 году слесарем-выпарщиком на Елань-Коленовском сахарном заводе. В 1954—1955 годах трудилась мотористом глубинных насосов Гидростроя Сталинградской области. В 1955 году продолжила трудовую деятельность слесарем-выпарщиком, аппаратчицей на Елань-Коленовском сахарном заводе. В 1963 году вступила в КПСС. По итогам своей работы в годы Седьмой пятилетки (1959—1965) награждена Орденом Трудового Красного Знамени.
Досрочно выполнила личные социалистические обязательства и плановые производственные задания Восьмой пятилетки (1965—1970). Указом Президиума Верховного Совета СССР (неопубликованным) от 26 апреля 1971 года «за выдающиеся успехи, достигнутые в выполнении заданий пятилетнего плана по развитию пищевой промышленности» удостоена звания Героя Социалистического Труда с вручением ордена Ленина и золотой медали «Серп и Молот».
Избиралась делегатом XXIV съезда КПСС (1971), депутатом Воронежского областного Совета народных депутатов, членом Новохопёрского райкома КПСС.
С 1983 по 1989 года — распределитель работ на Елань-Коленовском сахарном заводе.
В 1989 году вышла на пенсию. Проживала в Белгороде, где скончалась 3 января 2007 года.
Награды
- Герой Социалистического Труда
- Орден Ленина
- Орден Трудового Красного Знамени (23.05.1966)